# Joseph Carter Abbott
Joseph Carter Abbott (Concord, 15 luglio 1825 – 9 ottobre 1881) è stato un generale e politico statunitense.
Laureatosi alla Phillips Academy nel 1846, è stato generale nell'Esercito dell'Unione e senatore del Partito Repubblicano del Nord Carolina tra il 1868 e il 1871.